# Hamberge
Hamberge (dolnoniem. Hambarg) – gmina w Niemczech, w kraju związkowym Szlezwik-Holsztyn, w powiecie Stormarn, wchodzi w skład urzędu Nordstormarn.